# Cinquante Nuances plus claires (film)
Cet article concerne le film dramatico-érotico-romantique américain de James Foley. Pour le roman de E. L. James, voir Cinquante Nuances plus claires.
Série Cinquante Nuances
Cinquante Nuances plus sombres
(2017)
Pour plus de détails, voir Fiche technique et Distribution.
Cinquante Nuances plus claires (Fifty Shades Freed) est un film dramatico-érotico-romantique américano-chinois réalisé par James Foley, sorti en 2018.
L'association catholique Promouvoir a obtenu qu'il soit interdit aux moins de 12 ans en France.
Il s'agit de l'adaptation du bestseller d'E. L. James, troisième et dernier tome de la trilogie Fifty Shades.
Pensant avoir laissé derrière eux les ombres du passé, les jeunes mariés Christian et Ana profitent pleinement de leur relation tortueuse et partagent une vie de luxe. Mais alors qu’Anastasia commence tout juste à s’adapter à son nouveau rôle de Madame Grey et que Christian s’ouvre finalement à elle, de nouvelles menaces viennent mettre en péril leur vie commune avant même qu’elle n’ait débuté.

## Synopsis
Christian et Ana se marient et partent en lune de miel autour du monde. Alors qu'ils sont en France, ils doivent interrompre leur séjour pour retourner à Seattle après avoir eu connaissance d'un raid au siège social de Christian. Certains fichiers informatiques ont été volés, et les bandes de caméras de sécurité ont identifié le vandale : Jack Hyde, l'ancien patron d'Ana qui a été renvoyé pour harcèlement sexuel. Pendant ce temps, Ana est présentée à sa nouvelle équipe de sécurité.
Christian surprend Ana en achetant une nouvelle maison pour eux. Il a embauché l'architecte Gia Matteo pour la reconstruire, mais Ana préfère rénover la vieille demeure et garder son aspect authentique. D'autre part, voyant Gia flirter avec Christian en sa présence, Ana la menace en privé de la congédier si elle continue d'agir ainsi envers son mari.
Lorsque Christian part ensuite en voyage d'affaire, Ana ignore ses souhaits de rester à la maison et sort avec sa copine Kate Kavanagh. Kate, qui fréquente le jeune frère de Christian, Eliott, confie à Ana que sa relation avec Eliott pourrait prendre fin : Eliott travaille en étroite collaboration avec Gia, l'architecte, et Kate reste méfiante à l'égard de leur relation. Quand Ana rentre à la maison, elle est surprise par Jack, qui tente de la kidnapper mais l'équipe de sécurité d'Ana se précipite sur les cris de celle-ci et Jack est arrêté.
Après une discussion avec Christian sur elle qui ne respecte pas ses souhaits qu'elle reste à la maison, Ana accuse ce dernier d'être trop contrôlant et possessif, et demande à avoir plus de liberté. Christian surprend Ana en lui offrant un voyage avec Kate, Mia, Eliott et José. Pendant ce temps, Jack est jugé, la caution pour sa libération est fixée à un demi-million de dollars.
Christian et Ana continuent leur expérimentation érotique sexuelle, mais les choses se compliquent quand Ana lui annonce qu'elle est enceinte. Christian est profondément bouleversé et l'informe qu'il avait d'autres projets pour leurs premières années passées ensemble. Il va à une soirée et revient à la maison complètement ivre. Le lendemain, Ana découvre qu'il a contacté son ex-amante et ex-dominatrice, Elena Lincoln « Mrs Robinson ».
Après quelques jours, le chaos éclate quand Jack, qui a été libéré sous caution, appelle Ana au téléphone pour exiger une rançon de la part de Mia, la sœur de Christian, qu'il a kidnappé. Jack demande 5 millions de dollars en liquide en deux heures. Si au-delà du temps accordé, l'argent demandé ne lui est pas remis en mains propres, il tue Mia. Il prévient Ana de ne le dire à personne et qu'elle devra lui apporter l'argent elle-même. Ana se rend à la banque pour retirer le montant total et, par précaution, se munit d'un revolver.
Le directeur de la banque, soupçonneux, appelle Christian. Il pense qu'Ana le quitte mais il fait part à Christian d'une coïncidence avec la récente sortie de prison de Jack et le soudain retrait d'argent d'Ana.
Jack ordonne à Ana de laisser son téléphone à la banque, mais elle le place dans le sac au milieu des billets, ce qui lui permettra d'être localisée par Christian. Elle sort par l'issue de secours à l'arrière de la banque et est surprise de voir une voiture arrêtée. Elle est surprise quand elle découvre que la complice de Jack n'est autre qu'Elizabeth Morgan, sa collègue de travail.
Ana sort le sac d'argent et le tend à sa collègue. Jack, psychotique et désireux de se venger, agresse Ana en lui donnant des coups de pied dans l'abdomen.
Elizabeth essaie d'arrêter Jack pendant qu'Ana sort le revolver et tire dans la jambe de celui-ci. Christian et son équipe de sécurité, qui ont tracé électroniquement le téléphone d'Ana, débarquent et appréhendent Jack. Ana perd conscience en entendant Christian l'appeler.
Ana se réveille trois jours plus tard à l'hôpital, Christian à ses côtés. Bien que fâché contre l'imprudence de celle-ci et finalement désireux d'être père, Christian réalise à quel point le bébé d'Ana est important pour elle et ils se réconcilient. La mère adoptive de Christian, Grace, qui rendait visite à Ana dans sa chambre d'hôpital, s'entretient à part avec lui et le convainc qu'Ana ne le quittera pas. Ana rentre à la maison le lendemain. Le détective privé de Christian, Welch, l'informe qu'il avait côtoyé Jack durant son enfance en partageant la même famille d'accueil, ce dont Christian ne se souvient plus. Il l'informe également que Jack a fait chanter Elizabeth pour qu'elle soit son complice. Christian et Ana découvrent aussi le lieu de sépulture de la mère biologique de Christian et celui-ci dépose des fleurs sur la tombe de sa mère avant de repartir avec Ana.
Deux ans plus tard, Christian et Ana, sont toujours heureux d'être ensemble, leur enfant trottine sur la pelouse de leur propriété et Ana est enceinte.

## Fiche technique
Sauf indication contraire, les informations mentionnées dans cette section peuvent être confirmées par la base de données cinématographiques IMDb,  présente dans la section « Liens externes ».
- Titre original : Fifty Shades Freed
- Titre français et québécois : Cinquante Nuances plus claires
- Réalisation : James Foley
- Scénario : Niall Leonard, d'après Cinquante Nuances plus claires (Fifty Shades Freed) d'E. L. James
- Musique : Danny Elfman
- Direction artistique : Peter Bodnarus, Craig Humphries et Jeremy Stanbridge
- Décors : Nelson Coates
- Costumes : Shay Cunliffe et Karin Nosella
- Photographie : John Schwartzman
- Son : Jason Chiodo, Bill Meadows, Frank A. Montaño, Jon Taylor
- Montage : Richard Francis-Bruce, David S. Clark et Debra Neil-Fisher
- Production : Dana Brunetti, Michael De Luca, E. L. James et Marcus Viscidi
- Sociétés de production[3] :
  - États-Unis : Universal Pictures
  - Chine : Perfect World Pictures
- Sociétés de distribution :
  - États-Unis : Universal Pictures
  - France : Universal Pictures International
- Budget : 55 millions de $[4]
- Pays d'origine :  États-Unis,  Chine
- Langue originale : anglais
- Format[5] : couleur - D-Cinema - 2,39:1 (Cinémascope) (Panavision)
  - son Dolby Surround 7.1 | DTS (DTS: X) | Dolby Atmos | Dolby Digital | Auro 11.1
- Genre : drame, romance, thriller, érotique
- Durée : 105 minutes (Version cinéma) ; 110 minutes (version non censurée)
- Dates de sortie[6] :
  - France, Belgique, Suisse romande : 7 février 2018[7],[8]
  - États-Unis, Québec : 9 février 2018[9]
- Classification[10] :
  -  États-Unis : Interdit aux moins de 17 ans (certificat #51238) (R – Restricted) [Note 1].
  -  Chine : Pas de système.
  -  France : Tous publics avec avertissement (visa d'exploitation no 147936 délivré le 2 octobre 2018)[2],[11],[Note 2].
  -  Belgique : Interdit aux moins de 16 ans (KNT/ENA : Kinderen Niet Toegelaten /Enfants Non Admis)[12],[Note 3].
  -  Québec : 16 ans et plus (16+ / 16 years and over).
  -  Suisse romande : Interdit aux moins de 16 ans[13].

## Distribution
Source et légende : version française (VF) sur RS Doublage ; version québécoise (VQ) sur Doublage.qc.ca

## Bande originale
Fifty Shades Freed: Original Motion Picture Soundtrack est la bande originale du film. Il s'agit d'une compilation des chansons entendues dans le film, interprétées par divers artistes comme Rita Ora & Liam Payne et Hailee Steinfeld.
Albums de Various artists
Cinquante Nuances plus sombres (bande originale)
Singles
1. "For You" - Liam Payne & Rita Ora
2. "Capital Letters" - Hailee Steinfeld & BloodPop (en)
3. "Heaven" - Julia Michaelsmodifier

| 1.  | Capital Letters               | - Michael Tucker (en) - Rachel Keen - Hailee Steinfeld - Andrew Jackson - Elena Goulding - Ely Weisfield                               | Hailee Steinfeld & BloodPop (en)       | 3:39 |
| 2.  | For You                       | - Liam Payne - Rita Sahatçiu - Andrew Watt - Alexander Payami - Alexandra Tamposi (en)                                                 | Rita Ora & Liam Payne                  | 4:05 |
| 3.  | Sacrifice                     | - Alexander "Black Atlass" Fleming - Jessica Reyez - Oliver Goldstein - Marcel Everett - Billy Walsh - Jason Quenneville               | Black Atlass feat. Jessie Reyez        | 3:29 |
| 4.  | High                          | - Ethan Snoreck - Dua Lipa - Jonathan Hill - Sarah Aarons                                                                              | Whethan & Dua Lipa                     | 3:17 |
| 5.  | Heaven                        | - Julia Michaels - Brian Garcia - Uzoechi Emenike - Morten Ristorp Jansen - Taylor Parks                                               | Julia Michaels                         | 3:11 |
| 6.  | Big Spender                   | - Kiana Ledé Brown - Jared Cotter - Jeremy Skaller - Charles Hinshaw Jr. - Julian Gramma - Geoffrey Early - Adam Daniel - Andrew Bazzi | Kiana Ledé feat. Prince Charlez        | 3:15 |
| 7.  | Never Tear Us Apart           | - Andrew Farriss - Michael Hutchence                                                                                                   | Bishop Briggs                          | 3:15 |
| 8.  | The Wolf                      | - Spencer Lee - Freddy Wexler - Eric Valentine                                                                                         | The Spencer Lee Band                   | 2:55 |
| 9.  | Are You                       | - Michaels - Mattias Larsson - Robin Fredriksson - Justin Tranter                                                                      | Julia Michaels                         | 3:31 |
| 10. | Cross Your Mind               | - Sabrina Claudio - Adam Messinger - Nasri Atweh - Hayley Penner                                                                       | Sabrina Claudio                        | 3:38 |
| 11. | Change Your Mind              | - Andrew Wyatt - Pontus Winnberg - Christian Karlsson                                                                                  | Miike Snow                             | 3:29 |
| 12. | Come On Back                  | - Alexandra "Shungudzo" Govere - Jordan Palmer - Jennifer Owen Youngs                                                                  | Alexandra Govere                       | 3:17 |
| 13. | I Got You (I Feel Good)       | - James Brown | Jessie J                               | 3:16 |
| 14. | (Ta Meilleure Ennemie) Pearls | - Samantha Gongol - Ryan Marrone - Juliette Armanet                                                                                    | Samantha Gongol feat. Juliette Armanet | 3:29 |
| 15. | Deer In Headlights            | - Sia Furler - Samuel Dixon | Sia                                    | 4:25 |
| 16. | Diddy Bop                     | - Jacob Banks - Freddy Kennett - Robby Hauldren                                                                                        | Jacob Banks & Louis the Child          | 3:40 |
| 17. | Love Me Like You Do           | - Ebba Nilsson - Payami - Ilya Salmanzadeh (en) - Savan Kotecha - Karl Sandberg                                                        | Ellie Goulding                         | 4:14 |
| 18. | Freed                         | - Danny Elfman | Danny Elfman                           | 2:13 |
| 19. | Seeing Red                    | - Elfman | Danny Elfman                           | 2:42 |

| 20. | Maybe I'm Amazed | - Paul McCartney                                   | Jamie Dornan    | 1:17 |
| 21. | Cross Your Mind  | - Claudio - Messinger - Atweh - Penner - Luis Riog | Sabrina Claudio | 3:38 |
| 22. | Pearls           | - Gongol - Marrone                                 | Samantha Gongol | 3:29 |

## Accueil

### Box-office
| Pays ou région        | Box-office        | Date d'arrêt du box-office | Nombre de semaines |
| --------------------- | ----------------- | -------------------------- | ------------------ |
| États-Unis Canada     | 100 407 760 $     | 5 avril 2018               | 8                  |
| France                | 2 767 753 entrées | 17 avril 2018              | 10                 |
| Total hors États-Unis | 271 501 689 $     | 12 août 2018               | 20                 |
| Total mondial         | 371 909 449 $     | 12 août 2018               | 20                 |

Le jour de sa sortie en France, le film a réuni 295 516 spectateurs avec une moyenne de 422 spectateurs par cinéma. Il s'agit du deuxième meilleur démarrage de la saga derrière Cinquante nuances de Grey (363 075). Lors de sa première semaine, le film réussi à s'emparer de la première place du box-office en réunissant 1 257 650 spectateurs. Le film de James Foley rivalise directement avec Les Tuche 3, puisqu'il est suivi de très près par ce dernier avec seulement 3 649 spectateurs de différence. Lors de sa seconde semaine d'exploitation, le film perd deux places dans le classement hebdomadaire mais attire 760 074 spectateurs supplémentaires et dépasse le seuil des 2 millions d'entrées.
Aux États-Unis, le film s'empare de la première place du box-office lors de son premier weekend d'exploitation en rapportant 38 560 195 $ de recettes. Cependant, Cinquante Nuances plus claires réalise le pire premier weekend de la trilogie en Amérique du Nord.

## Distinctions
Entre 2018 et 2019, Cinquante Nuances plus claires a été sélectionné 16 fois dans diverses catégories et a remporté 6 récompenses,.

### Distinctions 2018
| Cérémonie ou récompense                                                    | Catégorie / Récompense                           | Nommé(es) / Lauréat(es)                                                                  | Nommé(es) / Lauréat(es) |
| -------------------------------------------------------------------------- | ------------------------------------------------ | ---------------------------------------------------------------------------------------- | ----------------------- |
| Cercle féminin des critiques de films                                      | Prix WFCC de la Pire image de la femme           | Cinquante Nuances plus claires                                                           | Lauréat                 |
| Prix BMI du cinéma et de la télévision                                     | Prix BMI de la meilleure musique de film         | Danny Elfman                                                                             | Lauréat                 |
| Prix de la bande-annonce d'or (Golden Trailer Awards)                      | Meilleur spot télévisé romantique                | Universal Pictures et Ant Farm Films                                                     | Nomination              |
| Prix de la bande-annonce d'or (Golden Trailer Awards)                      | Nommé à la Toison d'Or pour le Spot TV           | Universal Pictures et Trailer Park                                                       | Nomination              |
| Prix de la musique hollywoodienne (Hollywood Music In Media Awards (HMMA)) | Meilleure chanson originale pour un long métrage | Andrew Watt, Ali Payami, Ali Tamposi, Liam Payne et Rita Ora (pour la chanson : For You) | Nomination              |
| Prix de la musique hollywoodienne (Hollywood Music In Media Awards (HMMA)) | Meilleur bande originale                         | Cinquante Nuances plus claires                                                           | Nomination              |
| Prix du public                                                             | Prix du public du Film dramatique de l'année     | Cinquante Nuances plus claires                                                           | Lauréat                 |
| Prix du public                                                             | Prix du public de la Star de cinéma dramatique   | Jamie Dornan                                                                             | Lauréat                 |
| Prix du public                                                             | Film préféré                                     | Cinquante Nuances plus claires                                                           | Nomination              |
| Prix Schmoes d'or (Golden Schmoes Awards)                                  | Prix Schmoes d'or du Pire film de l'année        | Cinquante Nuances plus claires                                                           | Lauréat                 |

### Distinctions 2019
| Cérémonie ou récompense                    | Catégorie / Récompense                         | Nommé(es) / Lauréat(es)        | Nommé(es) / Lauréat(es) |
| ------------------------------------------ | ---------------------------------------------- | ------------------------------ | ----------------------- |
| Alliance des femmes journalistes de cinéma | Actrice qui a le plus besoin d'un nouvel agent | Dakota Johnson                 | Nomination              |
| Alliance des femmes journalistes de cinéma | Suite ou remake qui n'aurait pas dû être fait  | Cinquante Nuances plus claires | Nomination              |
| Alliance des femmes journalistes de cinéma | Pire image de la femme                         | Cinquante Nuances plus claires | Nomination              |
| Prix Razzie,                               | Prix Razzie du pire scénario                   | Niall Leonard                  | Lauréat                 |
| Prix Razzie,                               | Pire actrice dans un second rôle               | Marcia Gay Harden              | Nomination              |
| Prix Razzie,                               | Pire réalisateur                               | James Foley                    | Nomination              |

## Analyse

### Différences principales avec le roman
- Dans le livre, Anastasia se dispute avec Christian lors de leur lune de miel après qu'il lui ait fait des suçons sans son consentement[25].
- Lorsqu'Anastasia reconnaît Jack Hyde sur la vidéo, Christian et elle sont encore sur le yacht en lune de miel. Dans, le roman, cette scène a lieu au bureau de Christian de retour aux États-Unis[26].
- Dans le roman, Mme Jones et Taylor sont intimes mais le film ne fait pas allusion à cette relation[27].
- Dans le film, la maison achetée est celle aperçue à bord du voilier dans le second film. Dans le roman, il s'agit d'une autre bâtisse que Christian décide d'acheter dès le deuxième tome[28].
- Le personnage d'Ethan (le frère de Kate) n'étant pas présent dans le film, c'est José qui le remplace pour l'escapade à Aspen[29].
- C'est à Aspen également qu'Anastasia apprend de Christian que son frère Elliot a eu une relation avec Gia Matteo. Dans le roman, c'est Kate qui le lui dit lors de leur sortie au bar[30].
- C'est Ryan, un des gardes du corps d'Anastasia (non présent dans le film) qui, dans le roman, neutralise Jack Hyde dans l'appartement[31], et non le duo Sawyer-Prescott.
- Dans le roman, Leila refait son apparition ; son personnage n'est qu'évoqué dans le film[32].
- Dans le roman, José ainsi que son père M. Rodriguez (absent du film) et Ray sont gravement blessés dans un accident de voiture[33].
- Quand Anastasia se réveille à l'hôpital, Grace est présente avec Christian à son chevet. Dans le roman, c'est Carrick qui est présent avec son fils[34].